# Liste deutsch-tschechischer Städte- und Gemeindepartnerschaften
Dies ist eine unvollständige Liste von Städte- und Gemeindepartnerschaften zwischen Deutschland und Tschechien.
| Deutsche Gemeinde                                     | Bundesland          | Tschechische Gemeinde                                                   | Kraj                 | seit                                                                              |
| ----------------------------------------------------- | ------------------- | ----------------------------------------------------------------------- | -------------------- | --------------------------------------------------------------------------------- |
| Aidenbach                                             | Bayern              | Volyně (Wolin)                                                          | Jihočeský kraj       | 1992                                                                              |
| Altenburg                                             | Thüringen           | Zlín                                                                    | Zlínský kraj         | 1997                                                                              |
| Amberg                                                | Bayern              | Ústí nad Orlicí (Wildenschwert)                                         | Pardubický kraj      | 1988                                                                              |
| Arnstadt                                              | Thüringen           | Dubí (Eichwald)                                                         | Karlovarský kraj     | 1998                                                                              |
| Arzberg                                               | Bayern              | Horní Slavkov (Schlaggenwald)                                           | Karlovarský kraj     | 2008                                                                              |
| Aschheim                                              | Bayern              | Jedovnice (Jedownitz) und Kotvrdovice (Kordowitz)                       | Jihomoravský kraj    | 1999                                                                              |
| Aue                                                   | Sachsen             | Kadaň (Kaaden)                                                          | Ústecký kraj         | 2003                                                                              |
| Augsburg                                              | Bayern              | Liberec (Reichenberg)                                                   | Liberecký kraj       | 2001                                                                              |
| Baden-Baden                                           | Baden-Württemberg   | Karlovy Vary (Karlsbad)                                                 | Karlovarský kraj     | 1998                                                                              |
| Bad Homburg                                           | Hessen              | Mariánské Lázně (Marienbad)                                             | Karlovarský kraj     | 1991(seit 1953 Vertriebenenpatenschaft)                                           |
| Bad Kötzting                                          | Bayern              | Sušice                                                                  | Plzeňský kraj        | 2004 (im Rahmen der EU-Städtepartnerschaft Douzelage)                             |
| Bad Neustadt an der Saale                             | Bayern              | Bílovec (Wagstadt)                                                      | Moravskoslezský kraj | 2001                                                                              |
| Bad Salzungen                                         | Thüringen           | Strakonice (Strakonitz)                                                 | Jihočeský kraj       | 1977                                                                              |
| Bad Schandau                                          | Sachsen             | Česká Kamenice (Böhmisch Kamnitz)                                       | Ústecký kraj         | 1960                                                                              |
| Bad Soden am Taunus                                   | Hessen              | Františkovy Lázně (Franzensbad)                                         | Karlovarský kraj     | 1992                                                                              |
| Bärenstein (Erzgebirge)                               | Sachsen             | Vejprty (Weipert, Nachbarstadt)                                         | Ústecký kraj         | 2005                                                                              |
| Baunatal                                              | Hessen              | Vrchlabí (Hohenelbe)                                                    | Královéhradecký kraj | 1991                                                                              |
| Bautzen                                               | Sachsen             | Jablonec nad Nisou (Gablonz an der Neiße)                               | Liberecký kraj       | 1993                                                                              |
| Bergen (Landkreis Celle)                              | Niedersachsen       | Rožnov pod Radhoštěm (Rosenau unter dem Radhoscht) (Städtefreundschaft) | Zlínský kraj         |                                                                                   |
| Berlin                                                | Berlin              | Praha (Prag)                                                            | Hlavní město Praha   | 1995                                                                              |
| Bernkastel-Kues                                       | Rheinland-Pfalz     | Karlovy Vary (Karlsbad)                                                 | Karlovarský kraj     | 2000                                                                              |
| Bingen                                                | Rheinland-Pfalz     | Kutná Hora (Kuttenberg)                                                 | Středočeský kraj     | 2012                                                                              |
| Bischofswerda                                         | Sachsen             | Raspenava (Raspenau)                                                    | Liberecký kraj       | 1999                                                                              |
| Blaubeuren                                            | Baden-Württemberg   | Novina (Neuland) und Kryštofovo Údolí (Christophsgrund)                 | Liberecký kraj       | 1992(Patenstadt)                                                                  |
| Bogen                                                 | Bayern              | Slavonice (Zlabings)                                                    | Jihočeský kraj       | 2012                                                                              |
| Borken                                                | Nordrhein-Westfalen | Říčany (Ritschan)                                                       | Středočeský kraj     | 2017                                                                              |
| Breitenbrunn/Erzgeb.                                  | Sachsen             | Nová Role (Neurohlau)                                                   | Karlovarský kraj     | 2002(geschlossen mit Rittersgrün)                                                 |
| Brunsbüttel                                           | Schleswig-Holstein  | Prag-Horní Počernice                                                    | Hlavní město Praha   | 2004                                                                              |
| Bubenreuth                                            | Bayern              | Luby (Schönbach)                                                        | Jihočeský kraj       | 2016(seit 1956 Patenstadt)                                                        |
| Büdingen                                              | Hessen              | Bruntál (Freudenthal)                                                   | Moravskoslezský kraj | 2000                                                                              |
| Burbach                                               | Nordrhein-Westfalen | Tanvald                                                                 | Královéhradecký kraj | 2007                                                                              |
| Burglengenfeld                                        | Bayern              | Radotin                                                                 | Hlavní město Praha   | 1997                                                                              |
| Buttenheim                                            | Bayern              | Okrouhlá (Schaiba)                                                      | Liberecký kraj       | 2008                                                                              |
| Cham (Oberpfalz)                                      | Bayern              | Klatovy                                                                 | Plzeňský kraj        | 1993                                                                              |
| Chemnitz                                              | Sachsen             | Ústí nad Labem (Aussig)                                                 | Ústecký kraj         | 1970                                                                              |
| Coswig                                                | Sachsen             | Lovosice (Lobositz)                                                     | Ústecký kraj         | 1998                                                                              |
| Deggendorf                                            | Bayern              | Písek                                                                   | Jihočeský kraj       | 2012                                                                              |
| Dieburg                                               | Hessen              | Mladá Boleslav (Jungbunzlau)                                            | Středočeský kraj     | 1997                                                                              |
| Dießen am Ammersee                                    | Bayern              | Lomnice nad Lužnicí (Lomnitz an der Lainsitz)                           | Jihočeský kraj       | 2007                                                                              |
| Dietzenbach                                           | Hessen              | Rakovník (Rakonitz)                                                     | Středočeský kraj     | 1986                                                                              |
| Egeln                                                 | Sachsen-Anhalt      | Bzenec (Bisenz)                                                         | Jihomoravský kraj    | 2009                                                                              |
| Eichstätt                                             | Bayern              | Chrastava (Kratzau)                                                     | Liberecký kraj       | 2002(zuvor Patenstadt)                                                            |
| Eilenburg                                             | Sachsen             | Jihlava (Iglau)                                                         | Kraj Vysočina        | 1987                                                                              |
| Erbach (Odenwald)                                     | Hessen              | Jičín                                                                   | Královéhradecký kraj | 1993                                                                              |
| Eschenburg                                            | Hessen              | Bečov nad Teplou (Petschau)                                             | Karlovarský kraj     | 2018                                                                              |
| Freiberg                                              | Sachsen             | Příbram (Freiberg in Böhmen)                                            | Středočeský kraj     | 1999                                                                              |
| Freyung                                               | Bayern              | Vimperk (Winterberg)                                                    | Jihočeský kraj       | 2003                                                                              |
| Freyung-Grafenau (Landkreis)                          | Bayern              | Třeboň (Wittingau)                                                      | Jihočeský kraj       | 2017                                                                              |
| Forchheim                                             | Bayern              | Broumov (Braunau)                                                       | Královéhradecký kraj | 2001                                                                              |
| Furth im Wald                                         | Bayern              | Domažlice (Taus)                                                        | Plzeňský kraj        | 1990                                                                              |
| Gera                                                  | Thüringen           | Plzen (Pilsen)                                                          | Plzeňský kraj        | 1970                                                                              |
| Gerbrunn                                              | Bayern              | Černošice (Tschernositz)                                                | Středočeský kraj     | 2001                                                                              |
| Gießen                                                | Hessen              | Hradec Králové (Königgrätz)                                             | Královéhradecký kraj | 1990                                                                              |
| Görlitz                                               | Sachsen             | Nový Jičín (Neu Titschein)                                              | Moravskoslezský kraj | 1981                                                                              |
| Goslar                                                | Niedersachsen       | Beroun                                                                  | Středočeský kraj     | 1991                                                                              |
| Grafenau                                              | Bayern              | Kašperské Hory (Bergreichenstein)                                       | Plzeňský kraj        | 1991                                                                              |
| Groß-Bieberau                                         | Hessen              | Bělá pod Bezdězem (Weißwasser)                                          | Středočeský kraj     | 1995                                                                              |
| Günzburg                                              | Bayern              | Šternberk                                                               | Olomoucký kraj       | 2011(Patenschaft seit 1955)                                                       |
| Hamburg                                               | Hamburg             | Praha (Prag)                                                            | Hlavní město Praha   | 1990                                                                              |
| Hauzenberg                                            | Bayern              | Český Krumlov (Böhmisch Krumau)                                         | Jihočeský kraj       | 1992                                                                              |
| Heidenau                                              | Sachsen             | Benešov nad Ploučnicí (Bensen)                                          | Ústecký kraj         | 1992                                                                              |
| Heidenheim an der Brenz                               | Baden-Württemberg   | Jihlava (Iglau)                                                         | Kraj Vysočina        | 2002                                                                              |
| Hennigsdorf                                           | Brandenburg         | Kralupy nad Vltavou (Kralup an der Moldau)                              | Středočeský kraj     | 1974                                                                              |
| Himmelkron                                            | Bayern              | Kynšperk nad Ohří (Königsberg an der Eger)                              | Karlovarský kraj     | 2001                                                                              |
| Hinterschmiding                                       | Bayern              | Bělotín (Bölten)                                                        | Olomoucký kraj       | 2000                                                                              |
| Höchst im Odenwald                                    | Hessen              | Bělotín (Bölten)                                                        | Olomoucký kraj       | 2006                                                                              |
| Hof (Saale)                                           | Bayern              | Cheb (Eger)                                                             | Karlovarský kraj     | 2003                                                                              |
| Kamenz                                                | Sachsen             | Kolín                                                                   | Středočeský kraj     | 1992                                                                              |
| Karben                                                | Hessen              | Krnov (Jägerndorf)                                                      | Moravskoslezský kraj | 1993                                                                              |
| Kaufbeuren                                            | Bayern              | Jablonec nad Nisou (Gablonz an der Neiße)                               | Liberecký kraj       | 2009                                                                              |
| Kemnath                                               | Bayern              | Nepomuk (Pomuk)                                                         | Plzeňský kraj        | 2008                                                                              |
| Klingenthal                                           | Sachsen             | Kraslice (Graslitz)                                                     | Karlovarský kraj     |                                                                                   |
| Königs Wusterhausen                                   | Brandenburg         | Příbram                                                                 | Středočeský kraj     | 1974                                                                              |
| Köngen                                                | Baden-Württemberg   | Český Brod (Böhmisch Brod)                                              | Středočeský kraj     | 2000                                                                              |
| Konstanz                                              | Baden-Württemberg   | Tábor                                                                   | Jihočeský kraj       | 1984                                                                              |
| Korbach                                               | Hessen              | Vysoké Mýto (Hohenmauth)                                                | Pardubický kraj      | 2005                                                                              |
| Kottmar                                               | Sachsen             | Krásná Lípa (Schönlinde)                                                | Karlovarský kraj     | 2012                                                                              |
| Lalling                                               | Bayern              | Běšiny (Bieschin)                                                       | Plzeňský kraj        | 2005                                                                              |
| Leipzig                                               | Sachsen             | Brünn (Brno)                                                            | Jihomoravský kraj    | 1973                                                                              |
| Leimen                                                | Baden-Württemberg   | Kunín (Kunewald)                                                        | Moravskoslezský kraj | 2018                                                                              |
| Leubsdorf                                             | Sachsen             | Peruc                                                                   | Ústecký kraj         | 2005                                                                              |
| Limbach-Oberfrohna                                    | Sachsen             | Zlín                                                                    | Zlínský kraj         | 1998                                                                              |
| Lohfelden                                             | Hessen              | Trutnov (Trautenau)                                                     | Královéhradecký kraj | 2007                                                                              |
| Marktbreit                                            | Bayern              | Aš (Asch)                                                               | Karlovarský kraj     | 2012                                                                              |
| Mauth                                                 | Bayern              | Kvilda (Außergefild)                                                    | Jihočeský kraj       | 2008 Mauth ist seit 1978 ebenso Partnergemeinde für die ehemaligen Außergefilder. |
| Mayen                                                 | Rheinland-Pfalz     | Uherské Hradiště (Ungarisch Hradisch)                                   | Zlínský kraj         | 1994                                                                              |
| Miltenberg                                            | Bayern              | Duchcov (Dux)                                                           | Ústecký kraj         | 2004(seit 1960 Patenschaft)                                                       |
| Mittweida                                             | Sachsen             | Česká Lípa (Böhmisch Leipa)                                             | Liberecký kraj       | 1998                                                                              |
| Mylau (seit 2016 Teil von Reichenbach im Vogtland)    | Sachsen             | Karlštejn                                                               | Středočeský kraj     | 2006                                                                              |
| Nabburg                                               | Bayern              | Horšovský Týn (Bischofteinitz)                                          | Plzeňský kraj        | 2004                                                                              |
| Nebelschütz                                           | Sachsen             | Hlučín (Hultschin)                                                      | Moravskoslezský kraj | 2000                                                                              |
| Neckargemünd                                          | Baden-Württemberg   | Jindřichův Hradec (Neuhaus)                                             | Jihočeský kraj       | 1996                                                                              |
| Neuburg an der Donau                                  | Bayern              | Vidnava (Weidenau)                                                      | Olomoucký kraj       | 2000(seit 1954 Patenschaft zu Weidenau im Bezirk Freiwaldau)                      |
| Neukirchen beim Heiligen Blut                         | Bayern              | Nýrsko (Neuern)                                                         | Plzeňský kraj        | 2011                                                                              |
| Neukölln (Bezirk)                                     | Berlin              | Ústí nad Orlicí (Wildenschwert)                                         | Pardubický kraj      | 1989                                                                              |
| Neuruppin                                             | Brandenburg         | Nymburk (Nimburg oder Neuenburg an der Elbe)                            | Středočeský kraj     | 1994                                                                              |
| Neusorg                                               | Bayern              | Skalná (Wildstein)                                                      | Karlovarský kraj     | 1991                                                                              |
| Neustadt an der Aisch                                 | Bayern              | Hluboká nad Vltavou (Frauenberg)                                        | Jihočeský kraj       | 1997                                                                              |
| Niesky                                                | Sachsen             | Turnov (Turnau)                                                         | Liberecký kraj       | 2002                                                                              |
| Nittenau                                              | Bayern              | Přeštice (Pürschitz)                                                    | Plzeňský kraj        | 1993                                                                              |
| Nördlingen                                            | Bayern              | Olmütz                                                                  | Olomoucký kraj       | 2008                                                                              |
| Nürnberg                                              | Bayern              | Praha (Prag)                                                            | Hlavní město Praha   | 1990                                                                              |
| Obertraubling                                         | Bayern              | Dobřany                                                                 | Plzeňský kraj        | 2001                                                                              |
| Oelsnitz/Erzgeb.                                      | Sachsen             | Chodov (Chodau)                                                         | Karlovarský kraj     | 2004                                                                              |
| Oelsnitz/Erzgeb.                                      | Sachsen             | Mimoň (Niemes)                                                          | Liberecký kraj       | 1968                                                                              |
| Oelsnitz/Vogtl.                                       | Sachsen             | Aš (Asch)                                                               | Karlovarský kraj     | 2001(Freunde im Herzen Europas)                                                   |
| Offenbach am Main                                     | Hessen              | Vsetín (Wsetin)                                                         | Zlínský kraj         | 2004(Städtefreundschaft)                                                          |
| Olbernhau                                             | Sachsen             | Litvínov (Ober Leutensdorf)                                             | Ústecký kraj         | 1992                                                                              |
| Oranienburg                                           | Brandenburg         | Mělník (Melnik)                                                         | Středočeský kraj     | 1974                                                                              |
| Osterhofen                                            | Bayern              | Stráž u Tachova (Neustadtl)                                             | Plzeňský kraj        | 1997                                                                              |
| Passau                                                | Bayern              | České Budějovice (Budweis)                                              | Jihočeský kraj       | 1993                                                                              |
| Pegnitz                                               | Bayern              | Slaný                                                                   | Středočeský kraj     | 2005                                                                              |
| Pfinztal                                              | Baden-Württemberg   | Rokycany (Rokitzan)                                                     | Plzeňský kraj        | 1998                                                                              |
| Plauen                                                | Sachsen             | Aš                                                                      | Karlovarský kraj     | 1962                                                                              |
| Pleystein                                             | Bayern              | Bor u Tachova (Haid)                                                    | Plzeňský kraj        | 2003                                                                              |
| Radeburg                                              | Sachsen             | Frýdlant nad Ostravicí (Friedland an der Ostrawitza)                    | Moravskoslezský kraj | 1991                                                                              |
| Rastatt                                               | Baden-Württemberg   | Ostrov nad Ohří (Schlackenwerth)                                        | Karlovarský kraj     | 1991 (Patenschaft seit 1966)                                                      |
| Regensburg                                            | Bayern              | Pilsen (Plzeň)                                                          | Plzeňský kraj        | 1993                                                                              |
| Rheinbach                                             | Nordrhein-Westfalen | Kamenický Šenov (Steinschönau)                                          | Liberecký kraj       | 2002                                                                              |
| Rieste                                                | Niedersachsen       | Světlá Hora                                                             | Moravskoslezský kraj | [ 117 ]                                                                           |
| Rosdorf                                               | Niedersachsen       | Zubří                                                                   | Zlínský kraj         | 1993                                                                              |
| Rosenbach/Vogtl.                                      | Sachsen             | Horní Slavkov (Schlaggenwald)                                           | Karlovarský kraj     | 2012                                                                              |
| Rotschau (seit 1996 Teil von Reichenbach im Vogtland) | Sachsen             | Ročov (Rotschau)                                                        | Ústecký kraj         | 2005                                                                              |
| Ruderting                                             | Bayern              | Stachy (Stachau)                                                        | Jihočeský kraj       | 2006                                                                              |
| Saalfeld/Saale                                        | Thüringen           | Sokolov (Falkenau an der Eger)                                          | Karlovarský kraj     | 1974                                                                              |
| Saarwellingen                                         | Saarland            | Stochov (Stochau)                                                       | Středočeský kraj     | 2006                                                                              |
| Salzkotten                                            | Nordrhein-Westfalen | Bystřice pod Hostýnem (Bistritz am Hostein)                             | Zlínský kraj         | 2009                                                                              |
| Sayda                                                 | Sachsen             | Meziboří (Schönbach)                                                    | Ústecký kraj         | 1995                                                                              |
| Schkeuditz                                            | Sachsen             | Oslavany (Oslawan)                                                      | Jihomoravský kraj    | 2006                                                                              |
| Schmalkalden                                          | Thüringen           | Tábor                                                                   | Jihočeský kraj       |                                                                                   |
| Schmölln                                              | Thüringen           | Žďár nad Sázavou (Saar)                                                 | Kraj Vysočina        | [ 128 ]                                                                           |
| Schönebeck (Elbe)                                     | Sachsen-Anhalt      | Pardubice                                                               | Liberecký kraj       | 1993                                                                              |
| Schönsee (Verw.-Gem.)                                 | Bayern              | Poběžovice (Ronsperk)                                                   | Plzeňský kraj        | 1998                                                                              |
| Schotten                                              | Hessen              | Rýmařov (Römerstadt)                                                    | Moravskoslezský kraj | 1996                                                                              |
| Schwandorf                                            | Bayern              | Sokolov (Falkenau an der Eger)                                          | Karlovarský kraj     | 2000                                                                              |
| Schwarzenberg/Erzgeb.                                 | Sachsen             | Nové Sedlo u Lokte (Neusattl)                                           | Karlovarský kraj     | 2006                                                                              |
| Seeheim-Jugenheim                                     | Hessen              | Kosmonosy (Kosmanos)                                                    | Středočeský kraj     | 1997                                                                              |
| Selb                                                  | Bayern              | Pardubice (Pardubitz)                                                   | Liberecký kraj       | 1991                                                                              |
| Senftenberg                                           | Brandenburg         | Žamberk                                                                 | Pardubický kraj      | 1996                                                                              |
| Stadtroda                                             | Thüringen           | Tachov (Tachau)                                                         | Plzeňský kraj        | 1972                                                                              |
| Stendal                                               | Sachsen-Anhalt      | Svitavy (Zwittau)                                                       | Pardubický kraj      | 1999                                                                              |
| Strausberg                                            | Brandenburg         | Terezín (Theresienstadt)                                                | Ústecký kraj         | 1998                                                                              |
| Stuttgart                                             | Baden-Württemberg   | Brünn (Brünn)                                                           | Jihomoravský kraj    | 1989                                                                              |
| Suhl                                                  | Thüringen           | České Budějovice (Budweis)                                              | Jihočeský kraj       | 1979                                                                              |
| Sulzbach (Taunus)                                     | Hessen              | Jablonec nad Jizerou (Jablonetz an der Iser)                            | Liberecký kraj       | 1987                                                                              |
| Teublitz                                              | Bayern              | Blovice (Blowitz)                                                       | Plzeňský kraj        | 1993                                                                              |
| Tirschenreuth                                         | Bayern              | Planá                                                                   | Plzeňský kraj        | 2008                                                                              |
| Triptis                                               | Thüringen           | Blovice (Blowitz)                                                       | Plzeňský kraj        | 1986                                                                              |
| Uchte (Samtgemeinde)                                  | Niedersachsen       | Červený Kostelec (Rothkosteletz)                                        | Královéhradecký kraj | 2014                                                                              |
| Vacha                                                 | Thüringen           | Blatná                                                                  | Jihočeský kraj       | 1993                                                                              |
| Vohenstrauß                                           | Bayern              | Stříbro (Mies)                                                          | Plzeňský kraj        | 1992                                                                              |
| Waldkirchen                                           | Bayern              | Volary (Wallern)                                                        | Jihočeský kraj       | 1996                                                                              |
| Waldkirchen                                           | Bayern              | Prachatice (Prachatitz)                                                 | Jihočeský kraj       | 1996                                                                              |
| Waldmünchen                                           | Bayern              | Klenčí pod Čerchovem (Klentsch)                                         | Plzeňský kraj        | 1990, 2003 erweitert(seit 1956 Patenschaft)                                       |
| Waldsassen                                            | Bayern              | Chodov (Chodau)                                                         | Karlovarský kraj     | 2015                                                                              |
| Weidenberg                                            | Bayern              | Smržovka (Morchelstern)                                                 | Liberecký kraj       | 1998                                                                              |
| Weinbach                                              | Hessen              | Blatno (Platten)                                                        | Ústecký kraj         | 2006                                                                              |
| Wernberg-Köblitz                                      | Bayern              | Bor u Tachova (Haid)                                                    | Plzeňský kraj        | 2010                                                                              |
| Wetzlar                                               | Hessen              | Písek                                                                   | Jihočeský kraj       | 2003                                                                              |
| Winzer                                                | Bayern              | Velhartice (Welhartitz)                                                 | Plzeňský kraj        | 2005                                                                              |
| Wittichenau                                           | Sachsen             | Tanvald                                                                 | Královéhradecký kraj | 1993                                                                              |
| Wolkenstein (Erzgebirge)                              | Sachsen             | Postoloprty (Postelberg)                                                | Ústecký kraj         | 2012                                                                              |
| Würzburg                                              | Bayern              | Trutnov (Trautenau)                                                     | Královéhradecký kraj | 2008, Patenschaft seit 1956                                                       |
| Wunsiedel                                             | Bayern              | Ostrov nad Ohří (Schlackenwerth)                                        | Karlovarský kraj     | 2009                                                                              |
| Zeulenroda-Triebes                                    | Thüringen           | Kostelec nad Orlicí (Adlerkosteletz)                                    | Královéhradecký kraj | 1998                                                                              |
| Zittau                                                | Sachsen             | Liberec                                                                 | Liberecký kraj       | 1973                                                                              |
| Zwickau                                               | Sachsen             | Jablonec nad Nisou (Gablonz an der Neiße)                               | Liberecký kraj       | 1971                                                                              |
| Zwönitz                                               | Sachsen             | Kopřivnice (Nesselsdorf)                                                | Moravskoslezský kraj | 1994                                                                              |